# Szivárványcsőrű tukán
A szivárványcsőrű tukán vagy Fischer tukán (Ramphastos sulfuratus) a madarak (Aves) osztályának harkályalakúak (Piciformes) rendjébe, ezen belül a tukánfélék (Ramphastidae) családjába tartozó faj.
A Közép- és Dél-Amerikában honos tukánfaj nem remekel a repülésben, többnyire csak ugrándozik. Némelyik faj kiáltása hasonlít a békák hangjára, de annál jóval hangosabb, akár 1 kilométerre is elhallatszik. Egyes tukánfajtáknak nagyobb a csőre, mint a teste. A tukán csőrének a felszíne keratinból van, akár az emberi köröm vagy haj. Apró hatszögletű lemezekből áll, amelyek úgy fekszenek egymásra, mint a háztető zsindelyei. A tukán csőrének állaga olyan, mint egy kemény szivacs. Egyes részei üregesek, míg más részeit gerendák és hártyák alkotják. Az eredmény egy rendkívül könnyű, ám meglepően erős csőr.
Belize hivatalos madara.

## Előfordulása
Mexikó déli részétől Kolumbián keresztül Venezueláig honos. A trópusi esőerdők lombkoronájában található odvakban él.

## Alfajai
- Ramphastos sulfuratus brevicarinatus Gould, 1854
- Ramphastos sulfuratus sulfuratus Lesson, 1830

## Testfelépítés
Testhossza körülbelül 50 centiméter. A hím testtömege kb. 500 gramm, míg a tojóé kb. 380 gramm.
|  |  |

## Táplálkozása
Elsősorban gyümölcsöket fogyaszt, de nem veti meg a tojásokat, rovarokat, gyíkokat és a békákat sem.

## Szaporodása
Természetes faodvakban fészkel. Egy fészekaljba 3–4 tojást rak, ezek 16 nap alatt kelnek ki. A költésben mindkét szülő felváltva vesz részt. A fiókákat is együtt nevelik 6 hétig.